# Cheiracanthium klabati
Cheiracanthium klabati är en spindelart som beskrevs av Anna Maria Sibylla Merian 1911. Cheiracanthium klabati ingår i släktet Cheiracanthium och familjen sporrspindlar.
Artens utbredningsområde är Sulawesi. Inga underarter finns listade i Catalogue of Life.